# Drosophila scaptomyzoptera
Drosophila scaptomyzoptera este o specie de muște din genul Drosophila, familia Drosophilidae, descrisă de Oswald Duda în anul 1935. Conform Catalogue of Life specia Drosophila scaptomyzoptera nu are subspecii cunoscute.